# Церква Святої Трійці (Гервяти)
Церква Святої Трійці (біл. Касцёл Святой Тройцы) — католицький храм в агромістечку Гервяти Гродненської області, Білорусі. Відноситься до Островецького деканату Гродненської дієцезії. Побудований у 1899—1903 роках в неоготичному стилі. Пам'ятник архітектури, включений до Державного списку історико-культурних цінностей Республіки Білорусь.

## Історія

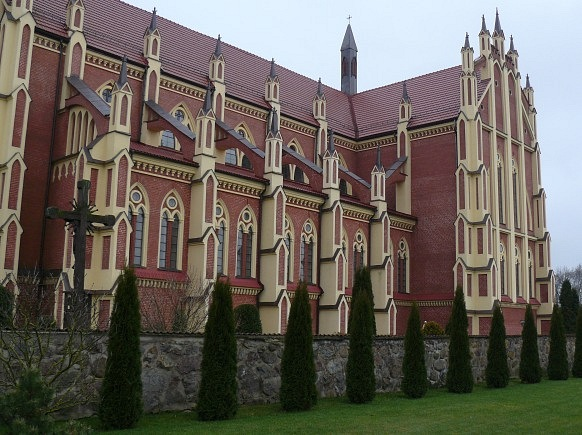

Католицький прихід в Гервятах заснований в 1526 році, тоді ж був побудований невеликий дерев'яний храм.
У 1899—1903 році на його місці архітектором Вацлавом Міхневичем зведено величний кам'яний храм. Згідно з літописами щодня на будівництві працювало понад 70 осіб, за селом спеціально побудували цегельний завод, де робили високоякісну цегла для храму. Вапно виготовляли з вапняку, що добували в річці Лоша, для міцності у вапняний розчин додавали яйця, які збирались тисячами у місцевих селян. Черепицю для даху привозили з Німеччини. Висота дзвіниці — 61 м, Гервятський костел входить до трійки найвищих храмів Білорусі і є одним з найкращих зразків неоготичного стилю в країні.

## Архітектура
Церква Святої Трійці — характерний приклад неоготичного стилю. Храм має три нави і невеликий трансепт, нефи відділені один від одного двома рядами по п'ять колон у кожній. Апсида за пресвітерієм відсутня. Характерним елементом архітектури храму служать багатоступінчасті контрфорси, що переходять у аркбутани. Стіни храму прорізані вузькими стрілчастими віконними прорізами в нішах.
Перед храмом стоять кілька дерев'яних хрестів з оригінальною різьбою, характерною для литовських храмів. Навколо храму розбитий ландшафтний парк з рідкісними декоративними рослинами і фігурами апостолів.
Храм називають «маленькою Швейцарією» і «білоруським Нотр-Дамом». Згідно з рядом опитувань, він визнаний найкрасивішим костелом Білорусії.